# Beata Kuśnierz-Cabala
Beata Agnieszka Kuśnierz-Cabala (ur. 31 maja 1971 w Jarosławiu) – polska diagnostka laboratoryjna  specjalizująca się w laboratoryjnej diagnostyce medycznej, profesor nauk medycznych, nauczycielka akademicka Uniwersytetu Jagiellońskiego Collegium Medicum (UJ CM) w Krakowie.

## Życiorys
Absolwentka analityki medycznej Collegium Medicum Uniwersytetu Jagiellońskiego z 1996 roku. W 2001 roku ukończyła Studia Doktoranckie na Wydziale Lekarskim Uniwersytetu Jagiellońskiego Collegium Medicum i uzyskała stopień doktora nauk biologicznych na podstawie rozprawy Znaczenie wybranych nowych testów laboratoryjnych w diagnostyce i ocenie przebiegu ostrego zapalenia trzustki pod kierunkiem prof. dr hab. Jerzego W. Naskalskiego.
Stopień doktora habilitowanego nauk medycznych uzyskała w 2013 roku na podstawie obrony dorobku naukowego i cyklu publikacji Zastosowanie wybranych markerów biochemicznych w różnicowaniu ciężkiej i łagodnej postaci ostrego zapalenia trzustki we wczesnym okresie choroby. Tytuł profesora nauk medycznych otrzymała w 2018 roku.
Na macierzystej uczelni pracuje jako profesor Katedry Biochemii Lekarskiej. Od 2019 roku jest członkiem Rady Szkoły Doktorskiej Nauk Medycznych i Nauk o Zdrowiu UJ CM, a od października 2022 r. jest członkiem Rady Dyscypliny Nauki Medyczne UJ.
W 1999 roku uzyskała I stopnień specjalizacji w analityce klinicznej (1999), w 2003 II stopień specjalizacji w diagnostyce laboratoryjnej oraz w 2010 roku II stopień w dziedzinie zdrowia publicznego. Aktywnie zaangażowana w szkolenie podyplomowe dla specjalizujących się w diagnostyce laboratoryjnej oraz w laboratoryjnej diagnostyce medycznej. Od 2022 roku jest członkiem Komisji Nauk Medycznych O/PAN w Krakowie.
W uznaniu dorobku naukowego i zawodowego w dziedzinie diagnostyki laboratoryjnej i biochemii klinicznej, w 2006 roku decyzją Komisji Rejestracyjnej European Communities Confederation of Clinical Chemistry and Laboratory Medicine(EC4) – organizacji odpowiedzialnej za harmonizację standardów kształcenia w dziedzinie medycyny laboratoryjnej w krajach Unii Europejskiej, przyznano jej tytuł europejskiego specjalisty w dziedzinie chemii klinicznej i medycyny laboratoryjnej.
Autorka i współautorka szeregu oryginalnych opracowań z zakresu diagnostyki i medycyny laboratoryjnej publikowanych w czasopismach międzynarodowych i krajowych. Jej zainteresowania naukowe koncentrują się wokół szeroko rozumianej problematyki analizy mechanizmów zapalnych i zaburzeń metabolicznych w przebiegu różnych jednostek chorobowych. Miejsce szczególne zajmują badania nad ostrym zapaleniem trzustki, i to zarówno od strony zrozumienia mechanizmów fizjologicznych prowadzonych na doświadczalnych modelach zwierzęcych, jak i aspektów oceny klinicznej użyteczności wybranych, nowych markerów prognostycznych.
Jest członkiem Polskiego Towarzystwa Diagnostyki Laboratoryjnej. Od 2018 roku pełni funkcję sekretarza czasopisma Folia Medica Cracoviensia.

## Odznaczenia i nagrody
- Nagroda Ministra Zdrowia (2009)[8]
- Nagroda Towarzystwa Internistów Polskich (2013)[9]
- Złoty Krzyż Małopolski (nr 29/2017).